# Južić in Juća
Južič in Juča je drama Marjana Tomšiča iz leta 1998. 

## Osebe
- Juča, šavrinka
- Južič, neroden zaljubljenec
- Štefič Gvardjano, lahkoživ mladenič
- Cilja, radoživa lepotica
- Dolfo, nagajiv možic
- Andželo Balajagič, kmet
- Pepa, njegova žena
- Tonca, Istranka
- Gvido Gajardino, miličnik
- Balota, njegova žena
- Ivan Lesjak, politik
- Polde Metelko, občinski uradnik

## Vsebina

### 1. dejanje
Južič čaka svojo ljubo Jučo, a ker piha mrzla burja, zleze pod gnojni koš in zaspi. Juča pride, ker pa Južiča ni in ni, gre iz same jeze s Štefičem, ki je ženskar. Za Jučo je odločno prehiter, zato mu uide, Štefiča pa zapelje lepa Cilja, ki že dolgo prosi Boga za marožiča. Južič je prepričan, da ga Juča ne mara, in obupuje, k nesporazumom med zaljubljencema pa precej prispevata navihani Dolfo in ljubosumna Pepa, ki misli, da ima njen mož Andželo kaj z Jučo. Tu in tam se pojavlja tudi nadvse stroga oblast v osebi Gvida, ki pa ga kar brž ukroti možačasta žena Balota. Južič je res neroda, namesto da bi Juči povedal kaj lepega, ji zmasti poln plenjer jajc, na koncu se mu vžge še senena kapa; vsi tečejo gasit, najhitrejši je Lesjak, ki je prišel vodit sestanek, saj je svoj auto pustil prav v senci nesrečne Južičeve kopice. 

### 2. dejanje
Prepričan, da ga po nesreči z jajci Juča še pogledala ne bo več, Južič sklene, da se bo obesil, kajti brez Juče mu ni živeti. Dobra Tonca ga prepričuje, da ga ima Juča rada, da ji bo počilo srce, če se bo obesil, a Južič ne more verjeti. Pride Dolfo in se ponudi, da bo pomagal pri obešanju; ukrene pa vse tako, da Južič obvisi, prevezan čez pas. Pritava nesrečna Cilja, njen Štefič se je zagledal v neko tovarišico in jo zapustil, ne kaže ji drugega, kot da se vrže v štirno. Balota na svoj energični način spametuje oba in ju nažene na delo. Medtem Gvido in tovariš Polde kupujeta Andželovo oslico. Zviti kmet je našemil v oslico svojo Pepo, ta seveda ob prvi priložnosti pobegne iz oslovske kože, Andželo in Dolfo pa prepričata besnega Poldeta, da je bila to prava istrska čarovnija. Toda Polde zadevo premisli, strah pred čarovnijami ga mine, vrne se, da bi vaščane strogo zaslišal. Cilja je ob pogledu nanj vsa preč, zdi se ji zelo lep, pa tudi Polde se tako zagleda vanjo, da pozabi na oslico; lepa in zapeljiva Cilja ga kar hitro pripravi do prisege, da bo večno njen. Medtem je Tonci dovolj bolečin obeh zaljubljencev, zato Jučo in Južiča prisili, da drug drugemu povesta, kako rada se imata. Obeta se poroka, in to ne samo ena; poročila se bosta tudi Cilja in Polde, pa Štefič in tovarišica Ivica.